# Selekcja (album)
Selekcja – album kompilacyjny Obywatela G.C wydany w 1993 roku, nakładem wydawnictwa Sonic.
W marcu 2023 składanka uzyskała certyfikat złotej płyty.
W nagraniach 1–3 udział wzięli:
Grzegorz Ciechowski – śpiew, instrumenty klawiszowe,
Krzysztof Ścierański – gitara basowa,
Jan Borysewicz – gitara,
Paweł Ścierański – gitara rytmiczna (3),
José Torres – instrumenty perkusyjne,
Krzysztof Zawadzki – instrumenty perkusyjne,
Janusz Skowron – akordeon (1),
Janusz Tytman – mandolina (1),
Michał Urbaniak – saksofon (3),
Rafał Paczkowski – programowanie, dodatkowe instrumenty klawiszowe, realizacja nagrań.
W nagraniach 4–7 udział wzięli:
Grzegorz Ciechowski – śpiew, instrumenty klawiszowe,
Wojciech Karolak – organy,
Krzysztof Ścierański – gitara basowa,
José Torres – instrumenty perkusyjne, głosy,
Tomasz Stańko – trąbka,
Marcin Otrębski – gitara,
Adam Wendt – saksofon,
John Porter – gitara akustyczna,
Marek Surzyn – perkusja,
Agnieszka Kossakowska – śpiew (5),
Małgorzata Potocka – śpiew, głosy (5, 6),
Rafał Paczkowski – sampling, instrumenty klawiszowe, realizacja nagrań.
W nagraniu 8 udział wzięli:
Grzegorz Ciechowski – śpiew, instrumenty klawiszowe,
Stanisław Zybowski – gitara,
Sławomir Piwowar – instrumenty klawiszowe,
Urszula – śpiew,
Rafał Paczkowski – realizacja nagrania.
W nagraniach 9–12 udział wzięli:
Grzegorz Ciechowski – śpiew, instrumenty klawiszowe, flet, akordeon, programowanie,
Maciej Hrybowicz – gitara elektryczna i akustyczna (10, 12),
Marcin Otrębski – gitara elektryczna (1),
Zbigniew Krzywański – gitara elektryczna (9,12),
Krzysztof Ścierański – gitara basowa (10, 12),
Leszek Biolik – gitara basowa (9),
Zbigniew Wegehaupt – kontrabas (11),
José Torres – instrumenty perkusyjne (9),
Steven Ellery – saksofon,
Waldemar Kurpiński – klarnet,
Robert Majewski – trąbka,
Sławomir Ciesielski – perkusja (9),
Amadeusz Majerczyk – perkusja (12),
Kayah – śpiew (11, 12),
Małgorzata Potocka – śpiew (10),
Borys Somerschaf – śpiew (9),
Leszek Kamiński – organy kościelne (8), realizacja nagrań,
Kwartet smyczkowy w składzie: Piotr Grabowicz, Marek Jankowski, Szymon Sadowski, Andrzej Sarosiek (11).
W nagraniu 13 udział wzięli:
Grzegorz Ciechowski – śpiew, flet, programowanie,
Zbigniew Krzywański – gitara,
Kayah – śpiew,
Małgorzata Potocka – śpiew,
Leszek Kamiński – realizacja nagrania.
Słowa, muzyka i produkcja – Grzegorz Ciechowski.
Manager – Jerzy Tolak. Fotografie – Andrzej Świetlik. projekt graficzny – Alek Januszewski.

## Lista utworów
1. „Paryż – Moskwa 17:15” – 5:11
2. „Tak długo czekam” – 4:58
3. „Przyznaję się do winy” – 6:37
4. „Tak... Tak... to ja” – 3:38
5. „Podróż do ciepłych krajów” – 5:15
6. „Ani ja, ani ty” – 4:40
7. „Nie pytaj o Polskę” – 6:05
8. „Ja Kain, ty Abel” – 7:24
9. „Tobie wybaczam” – 7:03
10. „Piosenka dla Weroniki” – 4:36
11. „Powoli spadam” – 5:32
12. „Umarła klasa” – 4:29
13. „Zasypiasz sama” – 5:05